# بروهاتکایوسور
بروهاتکایوسور (نام علمی: Bruhathkayosaurus) نام یک گونه از زیرراسته سوسمارپاشکلان است. 
طول این دایناسور بیش از ۳۵ متر تخمین زده میشود.
این دایناسور دقیقا هم اندازه نهنگ آبی است.